# Schwendibach
Schwendibach är en ort i kommunen Steffisburg i kantonen Bern, Schweiz. 
Schwendibach var tidigare en självständig kommun, men inkorporerades i Steffisburg den 1 januari 2020.